# Phố Hàng Đào

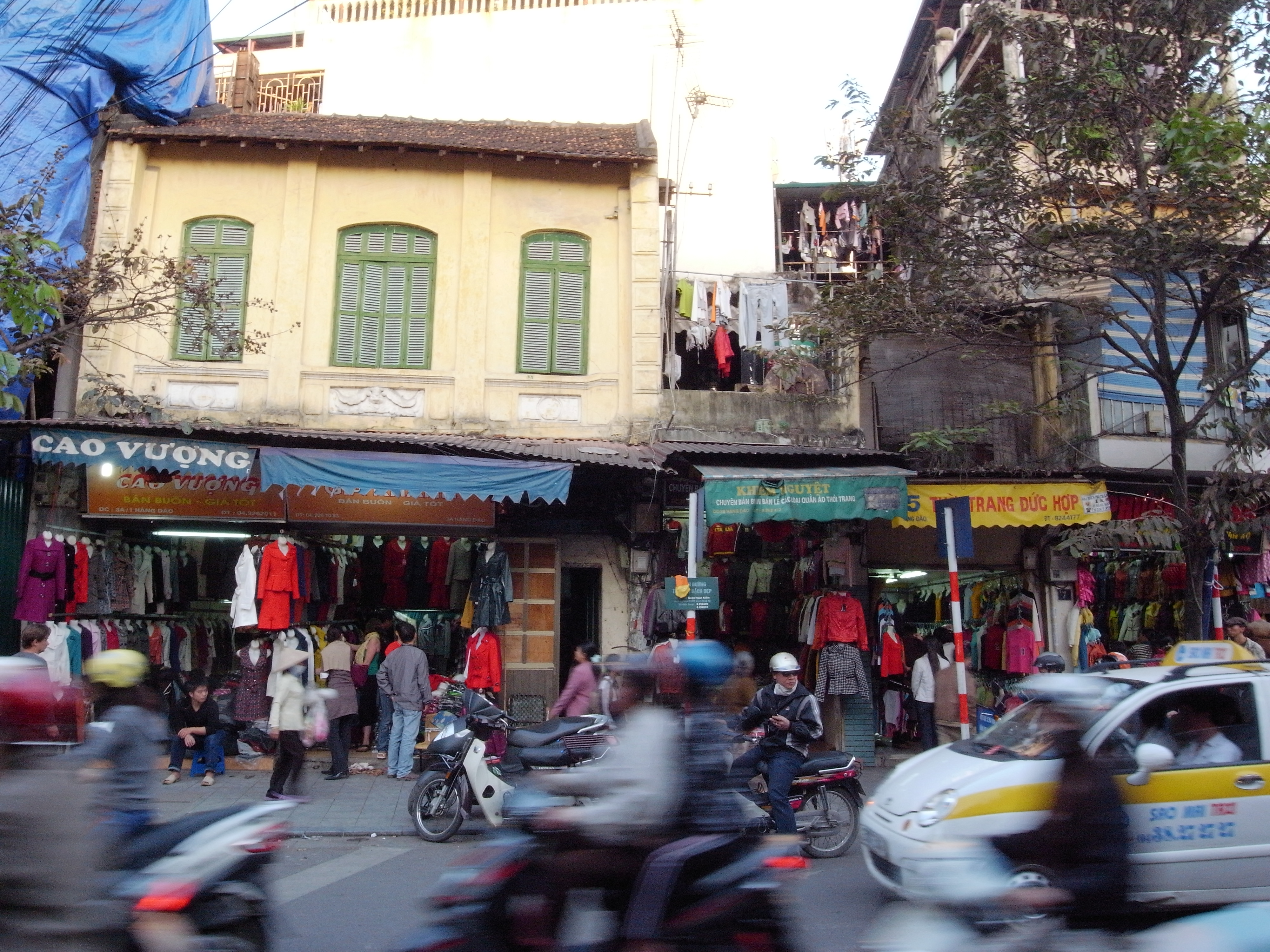
Một góc phố Hàng Đào

Phố Hàng Đào (行桃) là một phố trong khu phố cổ Hà Nội. Phố Hàng Đào nằm theo hướng bắc - nam, dài khoảng 260m. Đầu phía nam của phố là quảng trường Đông Kinh Nghĩa Thục sát bờ hồ Hoàn Kiếm, đầu phía bắc giáp phố Hàng Ngang. Phía tây của phố là các nhà mang số chẵn, phía đông là các nhà mang số lẻ.
Tên phố có nguồn gốc từ mặt hàng vải nhuộm đỏ được bán nhiều ở phố. Hiện nay Hàng Đào là phố một chiều cho các phương tiện giao thông và vẫn được coi là phố buôn bán chính, đặc trưng của người Hà Nội.

## Lịch sử

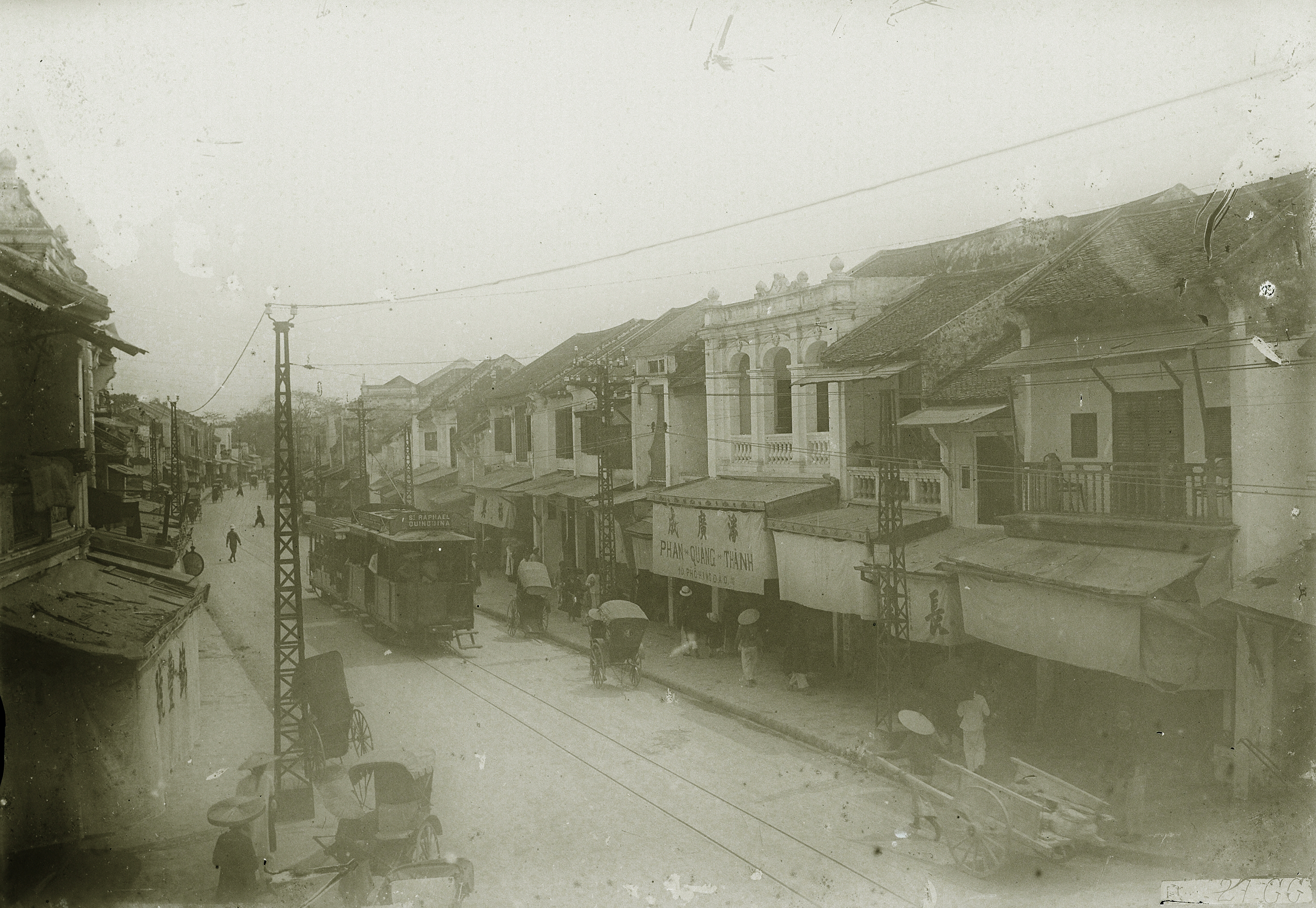
Phố Hàng Đào thập niên 1920

Phố Hàng Đào đã có từ lâu đời. Tại Hoa Lư xưa cũng đã có phường Hàng Đào. Phố Hàng Đào tại thành Thăng Long xưa thuộc phường Đồng Lạc và Đại Lợi, tổng Tiền Túc, huyện Thọ Xương đời Hậu Lê. Phường Đại Lợi tập trung người làng Đan Loan (Bình Giang, Hải Dương), làng Đình Loan, Đông Cao (Bắc Ninh) chuyên nghề nhuộm tơ lụa có từ thời Trần, Hồ, đến đời Lê đã rất sầm uất. Các nhà bán vải chủ yếu là bán lẻ. Phiên chợ tơ của phố mở vào ngày mồng 1 và 6 âm lịch hàng tháng. Phố ngày nay thuộc phường Hàng Đào, quận Hoàn Kiếm.
Thời Pháp thuộc, phố mang tên là Rue de la Soie (phố bán lụa). Khi đó dọc phố có lắp đặt đường ray tàu điện bánh sắt chạy từ bờ hồ Hoàn Kiếm đi vườn hoa Hàng Đậu. Ngày nay đường ray tàu điện không còn nữa. Khoảng năm 1925, vải tây thắng thế, quá nửa phố cho thuê bán vải tây, hàng truyền thống vắng hẳn. Rồi dần dần phố không còn bán vải nhuộm màu nữa, các chủ hàng có nhiều vốn chuyển sang các loại hàng cao cấp, xa xỉ.
Từ năm 2003, UBND Quận Hoàn Kiếm cho phép thành lập tuyến phố đi bộ Chợ đêm Hàng Đào - Đồng Xuân vào tối các ngày thứ 6, thứ 7 và Chủ Nhật. Chợ đêm bán các mặt hàng thủ công mỹ nghệ, một số đặc sản của Hà Nội phục vụ du khách du lịch. Tuyến phố đi bộ trên chợ đêm Hàng Đào - Đồng Xuân đã tạo nên một nét văn hóa mới của Thủ đô, thu hút được sự quan tâm của nhân dân thủ đô và du khách đến Hà Nội.

## Đặc trưng
Trong tác phẩm Dư địa chí (thế kỷ 15), Nguyễn Trãi ghi::"Phường Hàng Đào nhuộm điều". Xưa kia phố chuyên nhuộm và bán các loại vải nhuộm đỏ, màu hồng, màu hoa đào và rất nhiều các màu khác. Ngày nay phố không còn bán vải nữa mà bán các hàng quần áo, vật dụng, vàng bạc, thủ công mỹ nghệ, hàng cao cấp và hàng xa xỉ."
Ở phố Hàng Đào hiện còn có một số nhà chuyên vẽ truyền thần, như nhà số 51.
Ca dao cổ có câu nói về phố Hàng Đào:
Ổi Quảng Bá, cá hồ Tây
Hàng Đào tơ lụa làm say lòng người.
Và có câu hát đối
Trên Tràng Thi, dưới lại Tràng Thi
Ai đem nhân ngãi tôi đi đằng nào?
Trên Hàng Đào, dưới lại Hàng Đào
Ai đem nhân ngãi tôi vào Tràng Thi.
Đến thăm khu phố cổ Hà Nội không thể bỏ qua dãy phố Hàng Ngang, Hàng Đào, Hàng Đường, Đồng Xuân.

## Di tích
- Nhà số 10 là di tích trường Đông Kinh Nghĩa Thục
- Miếu Đồng Lạc số nhà 31
- Đình Hoa Lộc Thị ở số 90A là đìnhh của những người làng Đan Loan thờ vọng thành hoàng làng Đan Loan là Triệu Xương và phu nhân Phương Dung, và ông tổ nghề nhuộm vải xưa, nay bị lấn chiếm gần như không còn.
- Đình Đồng Lạc ở số nhà 38 thờ Bạch Mã, Linh Lang, Cao Sơn.